# Lake Henry (sjö i Kanada, Nova Scotia)
Lake Henry är en sjö i Kanada.   Den ligger i provinsen Nova Scotia, i den östra delen av landet, 1 000 km öster om huvudstaden Ottawa. Lake Henry ligger 110 meter över havet. Den ligger vid sjön Oak Lake.
I omgivningarna runt Lake Henry växer i huvudsak blandskog. Trakten runt Lake Henry är nära nog obefolkad, med mindre än två invånare per kvadratkilometer.